# Tipula pannonia
Tipula pannonia är en tvåvingeart. Tipula pannonia ingår i släktet Tipula och familjen storharkrankar.

## Underarter
Arten delas in i följande underarter:
- T. p. jordansi
- T. p. pannonia